# 300-й стрелковый полк
300-й стрелковый полк (эст. 300. Laskurpolk) (в/ч 28634) — эстонский стрелковый полк, воевавший в годы Великой Отечественной войны в составе 7-й Эстонской стрелковой дивизии и 8-го Эстонского стрелкового корпуса. Создан вместо одноимённого стрелкового полка в 7-й стрелковой дивизии, расформированного в декабре 1941 года.

## Командование

### Командиры[1]
- Эльтерман, Марк Моисеевич (до 5 мая 1942)
- Лукас, Иван Маркович (4 августа — 28 сентября 1942)
- Вэрк, Василий Иванович[эст.] (28 сентября 1942 — декабрь 1943)
- Пауль, Ильмар Иоганович (с 22 апреля 1944)
- подполковник Рауд, Арнольд Иванович[эст.], заместитель по строевой части

### Начальники штаба полка
- майор Сеер, Эдуард Мартович, начальник штаба

### Комиссары
- полковник Н. Кангро, полковой комиссар
- старший лейтенант И. Чернов, заместитель полкового комиссара
- майор Пеэтер Волт, заместитель полкового комиссара
- майор Э. Я. Сяремат, заместитель по политчасти

### Командиры батальонов
- капитан Герман Паппел
- капитан Ф. Велтмандер
- старший лейтенант Эдуард Пулвер
- капитан Пётр Расторгуев (командир 82-мм миномётной роты)[2]
- старший лейтенант Николай Минский (командир 82-мм миномётной роты)
- капитан Роланд Киви (командир пулемётной роты)[3]

## Структура
- 1-й батальон 300-го стрелкового полка
- 2-й батальон 300-го стрелкового полка
- 3-й батальон 300-го стрелкового полка
- миномётная рота
- пулемётная рота

## Отличившиеся воины полка
- Аллик, Август Августович, младший лейтенант, командир взвода разведки
- Кундер, Якоб Мартинович, лейтенант, командир 1-й стрелковой роты